# Бяла (гмина, Прудницкий повет)
Бяла (пол. Biała) — городско-сельская гмина (волость) в Польше, входит как административная единица в Прудницкий повет, Опольское воеводство. Население — 11 001 человек (на 2011 год).

## Демография
Население гмины по состоянию на 2011 год:
| Перепись            | Всего  | Мужчины | Женщины |
| ------------------- | ------ | ------- | ------- |
| Всего               | 11 001 | 5274    | 5727    |
| Городское население | 2528   | 1205    | 1323    |
| Сельское население  | 8473   | 4069    | 4404    |

## Сельские округа
1. Бровинец-Польски
2. Бжезница
3. Хшелице
4. Чартовице
5. Дембина
6. Гостомя
7. Гурка-Прудницка
8. Грабина
9. Юзефув
10. Кольновице
11. Кробуш
12. Лясковец
13. Лигота-Бяльска
14. Лончник
15. Миловице
16. Мокра
17. Нова-Весь-Прудницка
18. Огерниче
19. Ольбрахцице
20. Отоки
21. Погуже
22. Пренжына
23. Радостыня
24. Ростковице
25. Солец
26. Смич
27. Василовице
28. Вилькув
29. Фронцки
30. Жабник

## Соседние гмины
1. Гмина Глогувек
2. Гмина Корфантув
3. Гмина Любжа
4. Гмина Прушкув
5. Гмина Прудник
6. Гмина Стшелечки